# Leuchtenbergia principis
Leuchtenbergia principis Fisch. ex Hook. è una pianta succulenta della famiglia delle Cactacee, endemica del Messico. È l'unica specie del genere Leuchtenbergia Hook. .

## Descrizione
Ha grosse radici dalle quali si apre una rosetta di lunghi rigidi tubercoli a sezione triangolare simili a quelli dell'Agave che hanno all'apice un'areola da cui si apre a sua volta una rosetta di circa 8 spine di consistenza cartacea con una centrale più lunga.
Quando i tubercoli basali seccano, lo staccarsi degli stessi dà vita ad un breve fusto.
Il fiore è imbutiforme e con molti petali; nasce dalle areole dei tubercoli giovani posti al centro della pianta ed ha un colore giallo con petali a volte rossastri all'esterno e un leggero profumo.

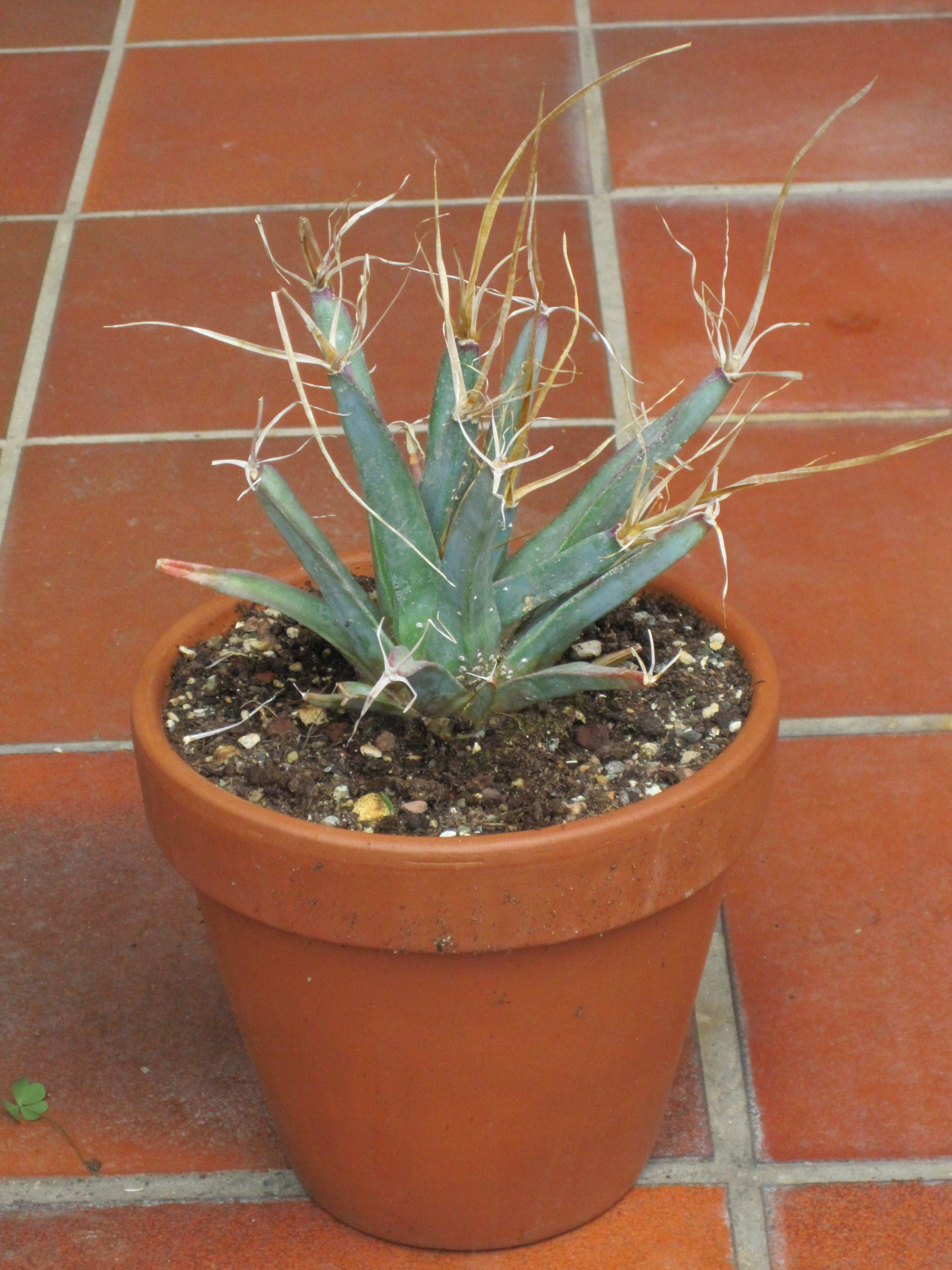
La pianta
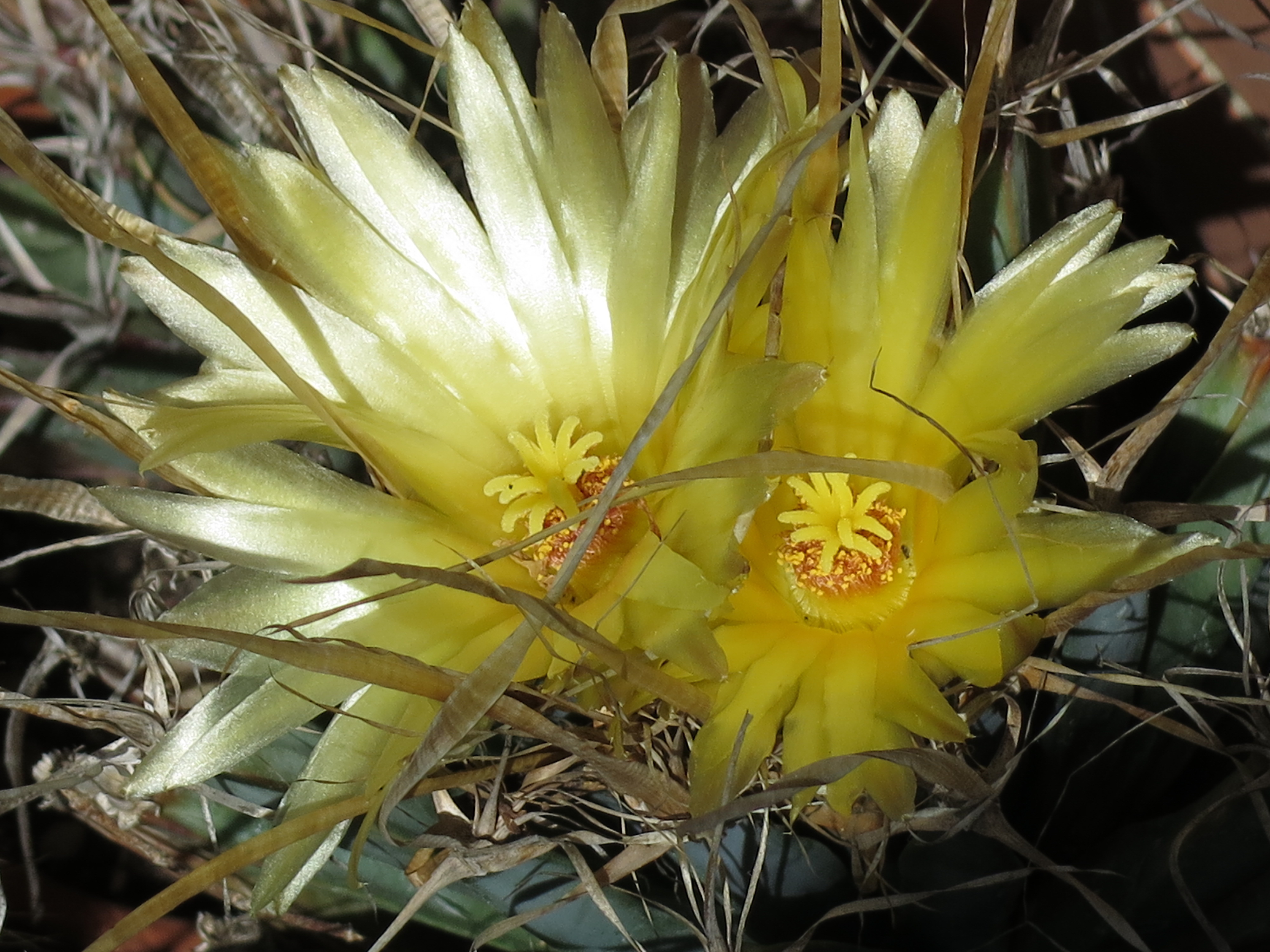
I fiori
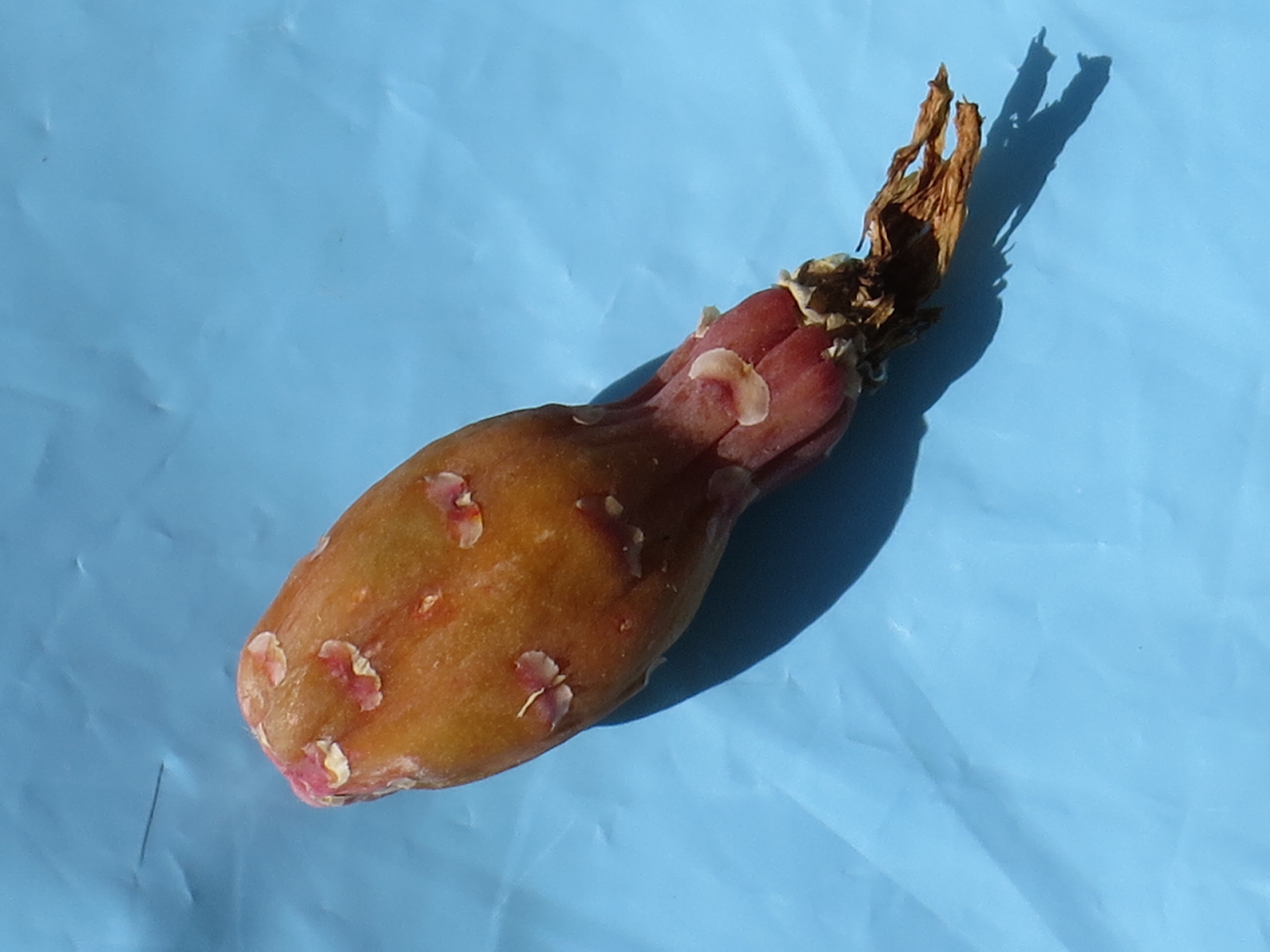
Il frutto
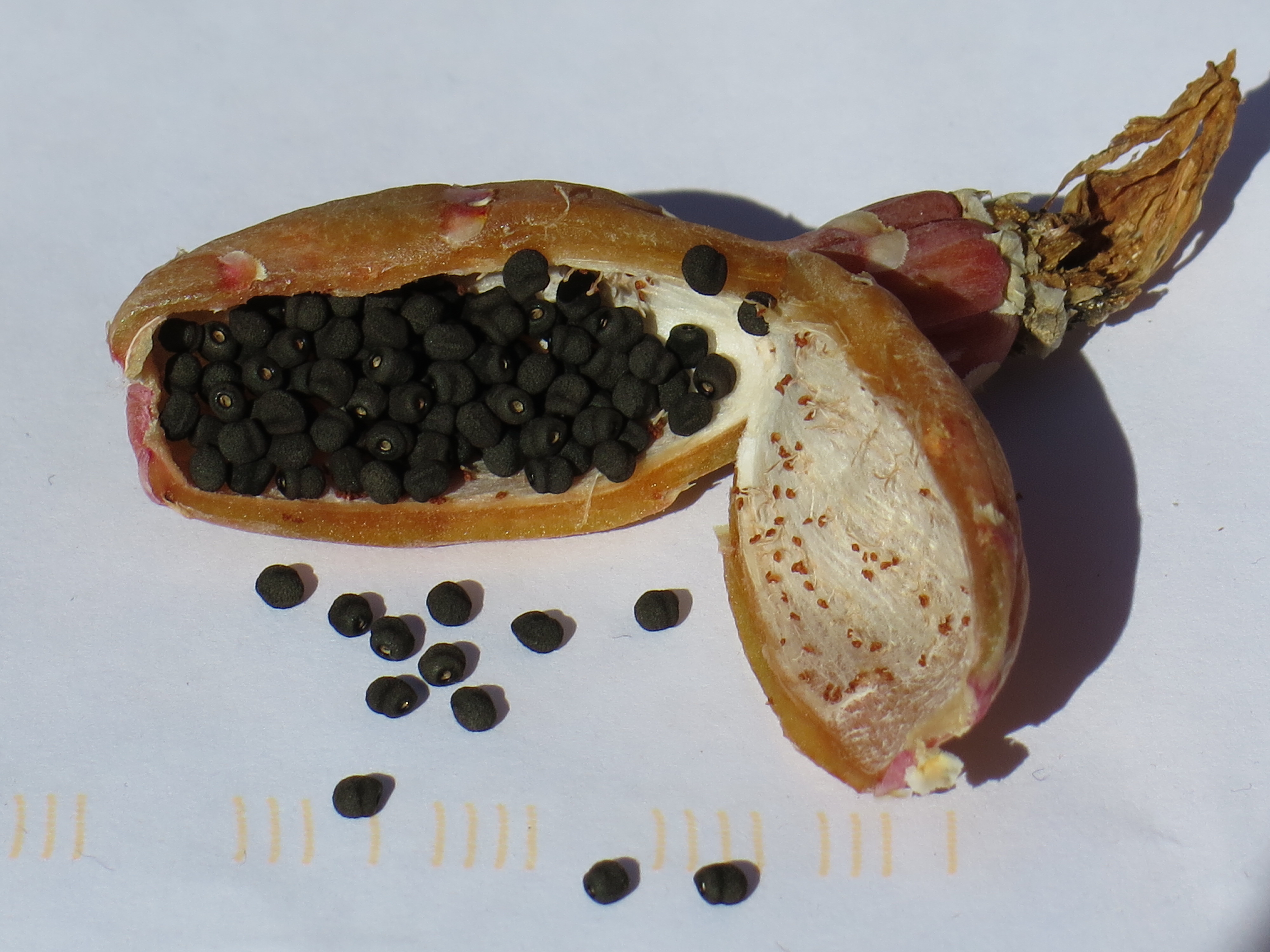
I semi

## Biologia
La riproduzione in natura avviene per via sessuale. I frutti deiscenti giunti a maturazione lasciano cadere i semi che danno vita a nuove piante.

## Distribuzione e habitat
Questa pianta è endemica del Messico. Vive nelle aree semidesertiche degli stati di Coahuila, Durango, Nuevo León, San Luis Potosí, Tamaulipas e Zacatecas, ad altitudini comprese tra 1.500 e 2.000 m.

## Tassonomia
Il genere Leuchtenbergia ha delle affinità genetiche piuttosto marcate con il genere Ferocactus, e sono state prodotte negli ultimi anni forme ibride tra i due generi (× Ferobergia Glass).

## Coltivazione
La Leuchtenbergia necessita di un terriccio molto drenante composto di terra concimata, sabbia e ghiaia molto grossolana. Mescolando inoltre al terriccio un po' di calce spenta si potrà ottenere una maggiore rigidità delle spine.
La posizione dovrà essere di pieno sole e i vasi dovranno essere abbastanza profondi in modo da contenere le grosse e robuste radici.
Le annaffiature nel periodo primavera-autunno dovranno essere regolari e solo quando la terra si presenterà asciutta, mentre nel periodo invernale si dovrà avere cura che la temperatura non scenda sotto i 4 °C mentre le annaffiature dovranno essere del tutto sospese.
In coltivazione è possibile riprodurre la pianta per via vegetativa attraverso una talea di tubercolo.